# Philippe de Prétot
Pour les articles homonymes, voir Prétot.
Étienne André Philippe de Prétot, né vers 1710 à Paris où il est mort le 6 mars 1787, est un géographe français.

## Biographie
Fils d’Étienne Philippe, maître de pension, qui fut lui-même auteur d’une Apologie de l’Oraison funèbre de Louis XIV, par le père Porée, et d’une Traduction de plusieurs Harangues de Cicéron, Philippe de Prétot consacra, comme son père, sa vie à l’enseignement, et ouvrit des cours particuliers d’histoire et de géographie qui eurent du succès.
Nommé censeur royal, il composa et dirigea en partie le Cours d’études pour l’école militaire. Il fut en outre chargé de surveiller la réimpression des classiques latins, donnée par Antoine-Urbain Coustelier et, de 1747 à 1755, il publia les Œuvres de Catulle, Tibulle, Properce, Salluste, Virgile, Horace, Juvénal, Perse, Phèdre, Lucrèce, Velléius Paterculus, Eutrope et Térence, qu’il accompagna de notes explicatives et de préfaces érudites.
Philippe a également donné les éditions des Amusemens du cœur et de l’esprit, 1741-1745, 15 vol. in-12 et du Recueil du Parnasse, ou Nouveau choix de pièces fugitives, 1743, 4 vol. in-12.
Philippe était membre des Académies de Rouen et d’Angers.

## Autres publications
- Essai de géographie avec un Dictionnaire géographique français-latin et latin-français, 1748 ; V édit., 1774, in-8° ;
- Analyse chronologique de l’histoire universelle, depuis le commencement du monde jusqu’à l’empire de Charlemagne inclusivement, 1752, in-8° ; 1756, in-4° ; 1781, in-8° ;Cet ouvrage n’est, à quelques passages près, qu’une traduction de celui que Jean Le Clerc publia en latin sous le titre de Compendium historiæ universalis, etc. Amsterdam, 1696, et Leipzig., 1707, in-8°. Moréri a écrit, dans Grand Dictionnaire historique, que l’original ne méritait pas une seconde édition, encore moins une traduction française. Cependant un anonyme le publia en français, à Amsterdam en 1730, petit in-8° de 370 pages. Le style de Philippe est beaucoup plus pur que celui du traducteur d’Amsterdam. Comme il ne parle ni de l’original ni du traducteur, on ne sait s’il a traduit de nouveau l’ouvrage de Le Clerc, ou s’il s’est contenté de retoucher la traduction imprimée à Amsterdam.
- Mémoires sur l’Afrique et l’Amérique, 1762, in-4° ;
- Tablettes géographiques pour l’intelligence des historiens et des poètes latins, 1755, 2 vol. in-12 ;
- Cosmographie universelle, physique et astronomique, 1760, in-12 ;
- Le Spectacle de l’histoire romaine, depuis la fondation de Rome, jusqu’à la prise de Constantinople, 1762, in-8°, 1776, in-4° ;
- Révolutions de l’univers, ou Remarques et observations sur une carte destinée à l’étude de l’histoire générale, 1763, 2 vol. in-12, 174 p.C’est la même carte ou atlas qu’avait donnée Michel Picaud de Nantes.
- Les Révolutions de l’univers représentées en 13 cartes, avec des remarques ou observations sur chacune d’elles, d’après les Mémoires de M. P.C’est aussi la même carte qui, par le changement de son enlumination, offre en trente manières, et à trente époques différentes, les divers états du globe. Ce sujet a été traité plus amplement par Vaugondy, dans son Atlas complet des révolutions du globe en 66 cartes, mais cet ouvrage, qui est moins bien exécuté que ceux de Picaud et de Philippe, n’a pas été publié.
- Atlas universel pour l’étude de la géographie et de l’histoire ancienne et moderne, Paris, Nyon l’ainé, 1787.Ouvrage composé de 125 cartes très bien gravées.

## Sources
- François-Xavier de Feller, Dictionnaire historique ; ou, Histoire abrégée des hommes qui se sont fait un nom, t. 10, Paris, Gauthier, 1834, p. 51.